# Physics of the Earth and Planetary Interiors
Physics of the Earth and Planetary Interiors, créé en octobre 1967, est une revue scientifique bihebdomadaire évaluée par les pairs et publiée par Elsevier. Les co-rédacteurs en chef sont G. Helffrich (Université de Bristol), K. Hirose (Université de technologie de Tokyo), M. Jellinek (Université de la Colombie-Britannique) et K. Zhang (Université d'Exeter).
La revue traite des processus physiques et chimiques à l'intérieur  des planètes. La couverture thématique englobe largement la physique planétaire, la géodésie et la géophysique. Les formats de publication incluent des documents de recherche originaux, des articles de synthèse, de courts communiqués et des critiques de livres de façon régulière. Des numéros spéciaux occasionnels sont réservés aux actes des conférences.
La revue a en 2010 un facteur d'impact de 2,640.

## Résumé et indexation
Cette revue est indexée dans les bases de données bibliographiques suivantes,,, :
- Science Citation Index
- Current Contents/Sciences physiques, chimiques et de la Terre
- Chemical Abstracts Service – CASSI
- AGI's Bibliography and Index of Geology
- GEOBASE
- Inspec
- PASCAL
- Physics Abstracts
- Scopus